# Baelen
Baelen (Baillou en Való, Bååle en ripuarisch) és un municipi belga de la província de Lieja a la regió valona. El 2007 tenia uns 4110 habitants. La selva del Hertogenwald cobreix la part meridional del municipi i és regat pel Vesdre.

## Història

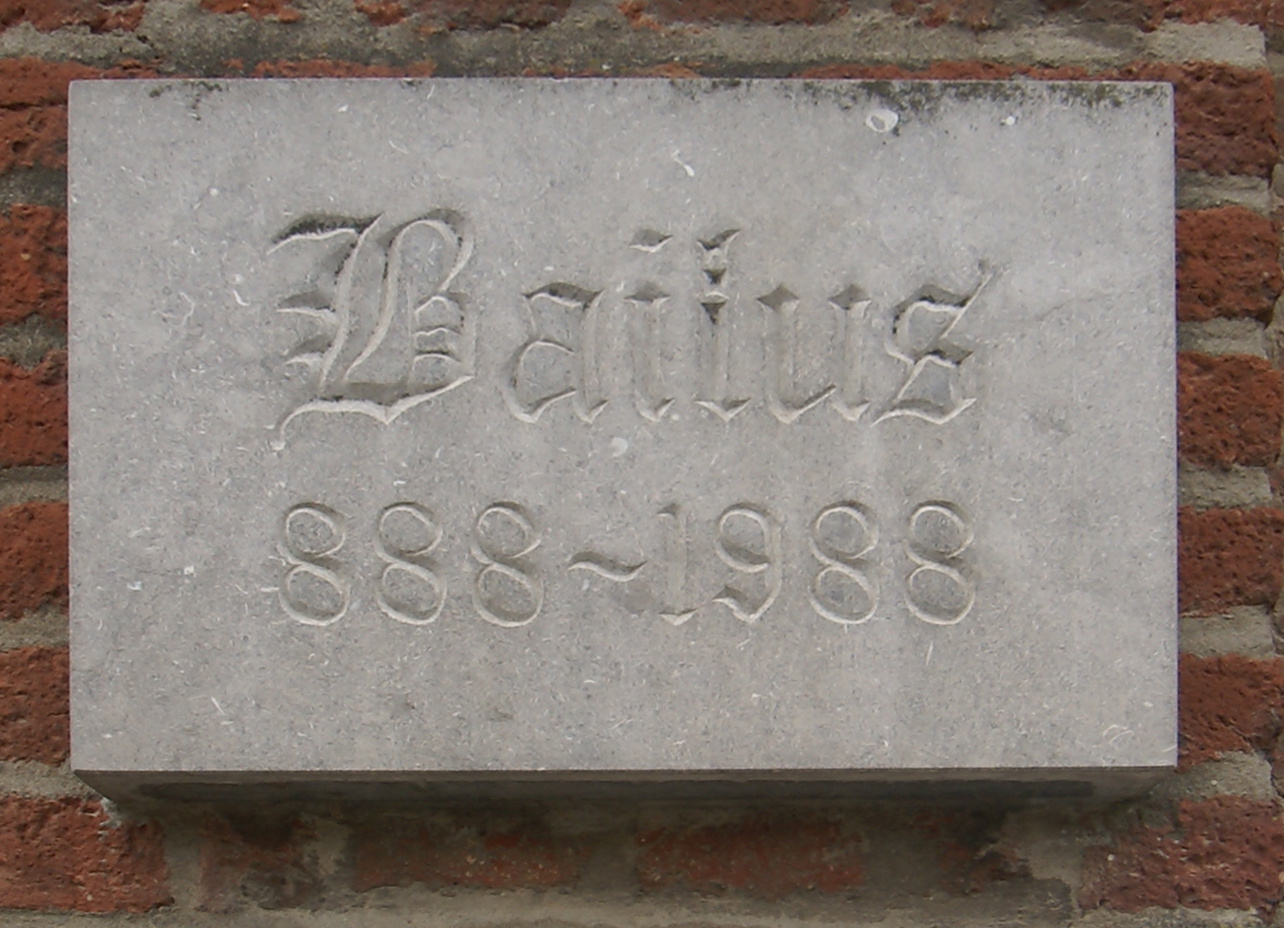
Pedra commemorativa del mil·lenari a la casa de la vila

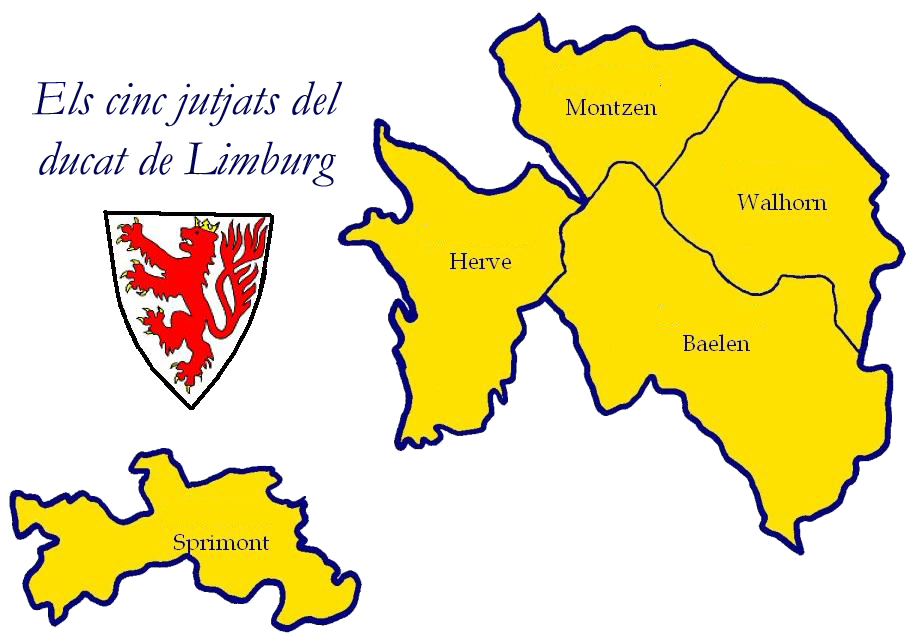
El jutjat de Baelen al Ducat de Limburg

El primer esment escrit «Bailus» del poble data de 888. Fins a la fi de l'antic règim. Al segle x la parròquia de Baelen comprenia Goé, Limburg, Bilstain, Henri-Chapelle, Welkenraedt, Eupen i Membach, un domini enorme territorialment però poc poblat.
Administrativament formava part de la diòcesi de Lieja però no del Principat de Lieja, formava un dels cinc jutjats del Ducat de Limburg, que des del 1283 va formar una unió personal amb el ducat de Brabant. Al segle xi, el duc Enric I de Limburg va atorgar la jurisdicció de la parròquia a l'abadia de Rolduc, situada avui a Kerkrade als Països Baixos, que en cobrava els delmes i n'anomenava els curats. Al segle dotze, Bilstain, Limburg i Goé van esdevenir una parròquia independent. Després, les parròquies d'Henri-Chapelle (1445), Eupen (1695), Membach (1803) i Welkenraedt (1803) van destacar-se, tot i continuar depenent de l'abat de Rolduc. Fins al Tractat de Versalles de 1919 la frontera oriental del municipi era també frontera d'estat amb Prússia.

## Llengua
Tot i fer part de la Comunitat Francesa de Bèlgica des de 1963, molta gent encara parla un dialecte fronterer germànic. Es troba al límit de tres llengües: el francès, el neerlandès i l'alemany. Les escoles poden demanar un règim de facilitats lingüístiques. L'origen germànic del poble est troba en molts topònims: Membach, De Hoevel, Runschen, Corbusch, Medael, Loussack. Els topònims francesos al centre són més recents.

## Nuclis
- Baelen
- Membach

## Punts d'interès turístic
- L'església Sant Pau del segle xi, de la qual la fletxa cargolada del campaner és molt típica.Església Sant Pau
- El llac de la presa del Gileppe
- La selva del Hertogenwald

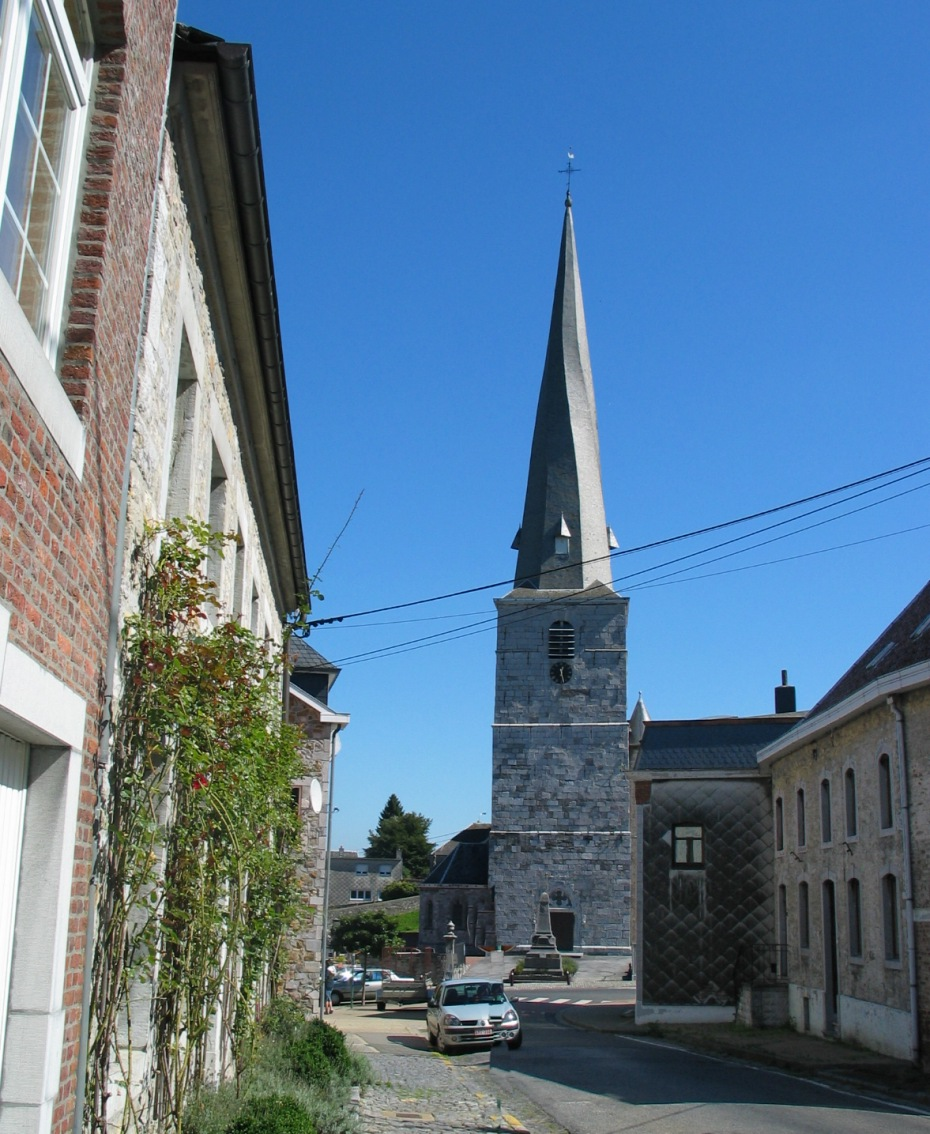
Església Sant Pau

- La reserva natural de les Hautes Fagnes o Hohes Venn